# Карл Шиффнер
Карл Вільгельм Антон Шиффнер (нім. Carl Wilhelm Anton Schiffner; 30 травня 1865, Цвіккау — 16 вересня 1945, Фрайберг) — німецький металург, професор і ректор Фрайберзької гірничої академії.

## Біографія
Карл Вільгельм Антон Шиффнер народився 30 травня 1865 року в Цвіккау в сім'ї хіміка-металурга Карла Антона Шиффнера та його дружини Марі. Карл вивчав металургію у Гірничій академії у Фрайберзі, де в 1886 став членом студентського братства «Corps Franconia». Після закінчення навчання він працював на різних керівних посадах: зокрема, був начальником лабораторії компанії Freiberger Hüttenwerken. У цей період Шиффнер займався пробірним аналізом, завдяки успіхам в якому в 1902 році він став професором металургії та електрометалургії у Фрайберзі. З жовтня 1917 року до вересня 1919 року був ректором академії. 11 листопада 1933 року Карл Шиффнер був серед понад 900 вчених і викладачів німецьких університетів і вишів, які підписали «Заява професорів про підтримку Адольфа Гітлера і націонал-соціалістичної держави». Помер 16 вересня 1945 року у Фрайберзі.
Шиффнер також досліджував поділ димових газів від металургійних газів шляхом електростатичного очищення. Його викладацький досвід знайшов своє відображення у підручнику «Вступ до пробірного аналізу» (Einführung in die Probierkunde). Крім того, Карл Шиффнер вивчав і історію металургії: в 1928 році він редагував переклад книги Георгія Агріколи «De re metallica». Статтю з саксонської металургії, написану Шиффнером, було опубліковано вже після його смерті, в 1960 році.

## Роботи
- Einführung in die Probierkunde, 1912. 2. A. 1927.
- Aus dem Leben alter Freiberger Bergstudenten. Verlag E. Mauckisch, 1935-40, 375 S.
- Manner des Metallhüttenwesens. Mauckisch, 1942.
- Alte Hütten und Hämmer in Sachsen. In: Freiberger Forschungsheft, D14 - Kultur und Technik, Akademie-Verlag, Berlin 1960.